# Akashi (Schiff, 1940)
Die Akashi (jap. 明石) war ein Werkstattschiff der Kaiserlich Japanischen Marine, welches in den 1930er Jahren gebaut wurde und im Zweiten Weltkrieg zum Einsatz kam. Sie war das einzige Schiff, welches speziell für diese Funktion bei der japanischen Marine gebaut wurde.

## Geschichte

### Entwicklungsgeschichte
Die japanische Marine hatte 1938 das als U-Boot-Begleitschiff dienende alte Einheitslinienschiff Asahi zu einem Werkstattschiff umgebaut. Nach diesem Umbau wurde die Entscheidung getroffen, ein spezielles Reparaturschiff mit besseren Fähigkeiten für diese Aufgabe zu bauen. Die Marine lehnte ihren Entwurf an den der 1924 in Dienst gestellten USS Medusa an, welche für die amerikanischen Marine dieselbe Funktion erfüllte und plante, dass sie mit dem Schiff 40 % der von der Kombinierte Flotte benötigten Reparaturen durchführen können würde (ca. 140.000 Mannstunden pro Jahr). Daher sollte sie mit den neuesten, aus Deutschland importierten Werkzeugmaschinen ausgerüstet werden.

### Bau

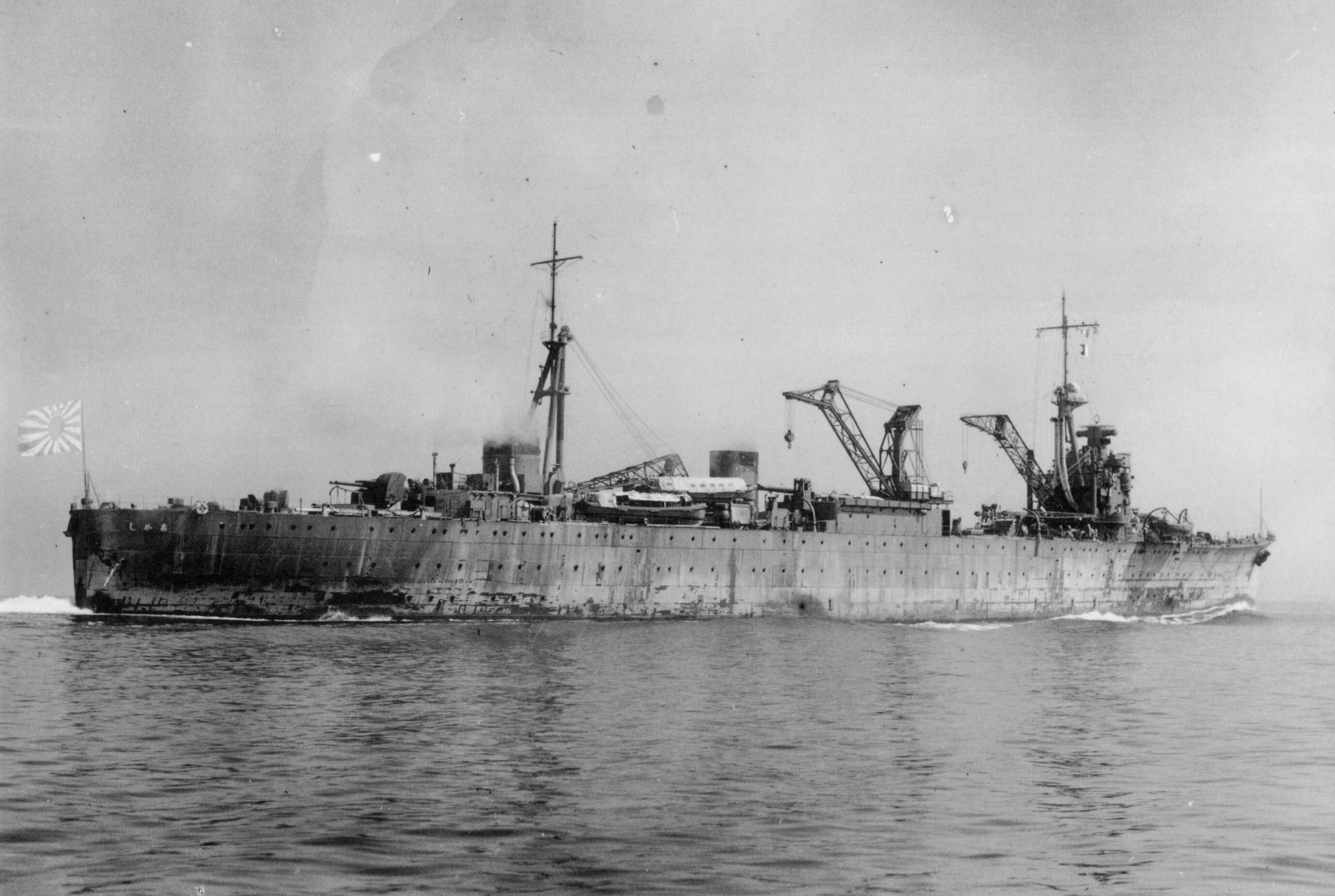
Akashi 1939

Die Akashi wurde im Rahmen des 2. Kreis-Bauprogramms (Maru 2 Keikaku) von 1934 geordert und am 18. Januar 1937 auf der Marinewerft in Sasebo auf Kiel gelegt. Sie lief am 29. Juni 1938 vom Stapel und wurde am 31. Juli 1939 durch die japanische Marine übernommen, danach ab 15. November 1939 der Kombinierten Flotte zugeteilt und bis März 1940 ausgerüstet. Die Indienststellung erfolgte am 10. März 1940 unter dem Kommando von Kaigun-taisa (Kapitän zur See) Miyazato Shutoku, welcher bereits seit dem 1. November 1939 als sogenannter Oberster Ausrüstungsoffizier (jap. 艤装員長, gisō inchō) mit der Baubelehrung beauftragt gewesen war.
Des Weiteren war geplant im Rahmen des 5. Kreis-Bauprogramms (Maru 5 Keikaku) von 1942 zwei Schwesterschiffe mit den Baunummern 840 und 841 zu bauen, welche aber nicht geordert wurden und dann im Rahmen des Modifizierten 5. Kreis-Bauprogramms (Kai-Maru 5 Keikaku) von 1942 mit den Baunummern 5416 (Mihara, 三原) und 5417 (Momotori, 桃) bei Mitsubishi in Yokohama geordert wurden. Diese Bauaufträge wurde noch vor Kiellegung am 11. August 1943 zurückgezogen.

### Einsatzgeschichte
Ab dem 23. Juli 1941 nahm das Schiff zusammen mit dem Schweren Kreuzer Ashigara an der Besetzung Südindochinas teil.
Während des weiteren Krieges operierte Akashi von der japanischen Basis im Truk-Atoll aus, wo sie verschiedene Typen von beschädigten japanischen Kriegsschiffen reparierte. Die Akashi hat in unterschiedlichem Umfang Reparaturen an verschiedenen Kriegsschiffen durchgeführt. Sie war das am besten ausgerüstete Reparaturschiff der IJN. Während viele Schiffe die von der Akashi repariert wurden, in Dokumenten namentlich aufgeführt sind, ist dies bei anderen Schiffen nicht der Fall. Reparaturen weiterer Schiffe wurden höchstwahrscheinlich ganz oder teilweise von Akashi durchgeführt. Andere kleinere Reparaturschiffe führten ebenfalls Reparaturen in Truk durch, aber wahrscheinlich beteiligte sich auch Akashi bis zu einem gewissen Grad an den meisten dieser Arbeiten.
Im Februar 1944 unternahm die US Navy bei der Operation Hailstone einen Angriff mit Trägerflugzeugen der Task Group 58 auf Truk, bei dem viele Schiffe versenkt und beschädigt wurden. Auch die Akashi wurde bei diesen Angriffen beschädigt. Am 20. Februar 1944 um 4:00 Uhr erfolgte die Evakuierung von Truk. Die Akashi fährt mit den Zerstörern Akikaze und Fujinami, im Rahmen der Verlegung der Kombinierten Flotte von Truk nach Palau. Die Geschwindigkeit der Akashi war durch die bei den Angriffen erlittenen Schäden auf 12 Knoten reduziert. Am 24. Februar 1944 um 10.30 Uhr trifft
das Schiff in Palau ein und führt zunächst Selbstreparaturen durch.

### Schiffsreparaturen
Am 4. Januar 1941 erreichte sie Davao auf den Philippinen. Ab dem 20. Januar 1942 wurde der Zerstörer Inazuma, nach einer Kollision mit dem Transportschiff Sendai Maru, repariert. Ab dem 29. Januar 1942 folgte die Reparatur des Zerstörers Hatsuharu, nach einer Kollision mit dem Leichten Kreuzer Nagara. Im Februar wurde die Maschine des Wassertransportschiffs Koan Maru in Stand gesetzt. Am 15. Februar 1942 verließ es Davao. Vom 28. März 1942 bis 10. April 1942 Arbeiten auf Ambon an nicht identifizierten kampfbeschädigten Kriegsschiffen.

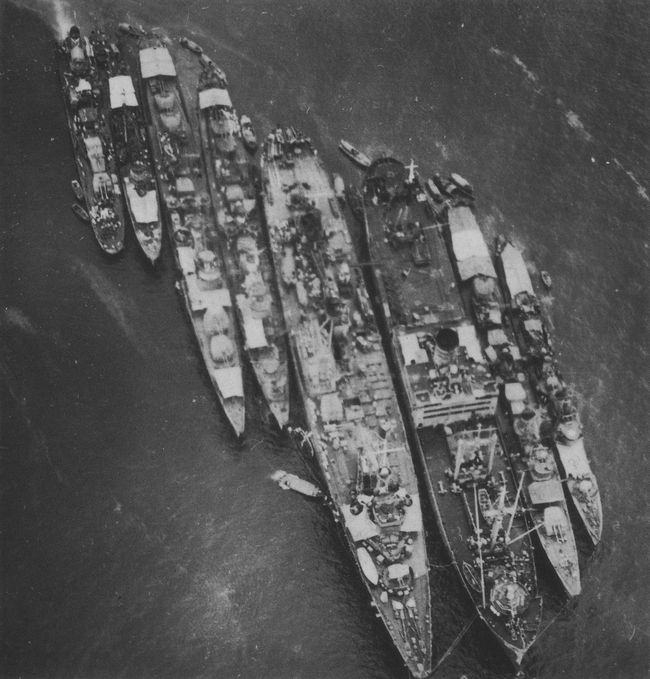
Akashi (fünftes Schiff von links) im Februar 1943 im Truk-Atoll

Am 28. Mai 1942 fuhr die Akashi als Teil der Operation MI (geplante Eroberung von Midway) von Kure Richtung Midway ab. Sie gehörte zur Zweiten Flotte unter Vizeadmiral Kondō Nobutake, genauer zur Nachschubgruppe unter Kapitän Murao Jiro mit den Tankern Sata, Tsurumi, Genyo Maru und Kenyo Maru. Vom 14. Juni bis 14. Juli reparierte das Schiff in Truk den Schweren Kreuzer Mogami, der bei der Schlacht um Midway am 6. Juni durch Bomben beschädigt wurde. 29. Juni 1942 bis 15. Juli folgte die Notreparatur des Zerstörers Arashio, der bei der Schlacht durch eine Bombe beschädigt wurde. Vom 24. August bis 8. September 1942 erfolgten Notreparaturen am Zerstörer Hagikaze, der von einer Bombe einer Boeing B-17 Flying Fortress am Geschützturm Nr. 3 am 19. August bei Guadalcanal getroffen wurde. Es folgte vom 28. August bis 4. September wahrscheinlich die Reparatur des Leichten Flugzeugträgers Chitose, der bei der Schlacht bei den Ost-Salomonen Bombentreffer abbekam. Vom 28. August bis 2. Oktober folgten Arbeiten am Leichten Kreuzer Jintsu, der bei der gleichen Schlacht ebenfalls von Bomben getroffen wurde.
Bis zur Versenkung wurden noch die Zerstörer Yugiri, Shirakumo, Kagero, Urakaze, Minegumo, Teruzuki, Kuroshio, Samidare, Ariake, Shiratsuyu, Michishio, Oyashio, Arashi, Uzuki, Suzukaze, Maikaze, Hamakaze, Isokaze, Ikazuchi, Murasame, Amatsukaze, Asagumo, Fumizuki, Nowaki, Naganami, Kawakaze, Akizuki, Harusame und Hatsukaze repariert bzw. Notreparaturen durchgeführt, wobei die Amagiri dreimal zur Reparatur kam und die Zerstörer Yugiri, Samidare, Shiratsuyu und Kawakaze zweimal repariert wurden. Bei diesen 37 Reparaturen an Zerstörern waren 22 auf Schäden durch Flugzeugangriffe zurückzuführen, 6 auf Geschütztreffer, 5 auf Unfälle und Maschinenschaden und 4 auf Torpedotreffer.
Es wurden auch neun Transportschiffe bzw. Hilfsschiffe der Marine repariert. Es wurden Arbeiten am Flottentransportschiff Shokaku und den Transportschiffen Nankai Maru, Noshiro Maru, Hokuyo Maru, Kitakami Maru und Bichu Maru gemacht. Dazu noch an den beiden Wasserflugzeugtendern Sanyo Maru und Kamikawa Maru, ferner am Kabelleger Osei Maru.
Zahlreiche weitere Schiffe, darunter der Flugzeugträger Shōkaku im Oktober 1942 und das Schlachtschiff Yamato im Dezember 1943, wurden repariert.

### Untergang

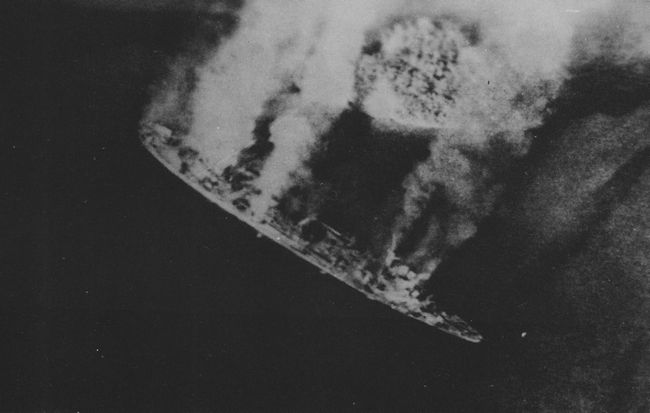
Akashi während des Angriffs am 30. März 1944 auf Palau

Am 30. März 1944 wurde die Akashi, während sie vor der Insel Urukthapel in einer Bucht auf den Palau-Inseln vor Anker lag, bei der
Operation Desecrate One mehrfach von Bomben und ungelenkten Luft-Boden-Raketen amerikanischer Trägerflugzeuge der Task Group 58 getroffen und sank. Das Schiff erhielt mindestens sieben Treffer am Heck, zwei am Backbordbug, einen an ihrem Aufbau vor dem Deck, zwei mittschiffs und einen weiteren achtern, der ein heftiges Feuer verursachte. Sie wurde im flachen Wasser versenkt, wobei ihre Brücke noch immer über dem Wasser war. Der Kommandant Kapitän zur See Kameyama und eine unbekannte Anzahl von Besatzungsmitgliedern überlebten die Versenkung. 35 weitere Schiffe wurden bei dem Angriff versenkt. 1954 wurde das Wrack der Akashi mit anderen Wracks von der Fujita Salvage Company zur Verschrottung gehoben.

## Name

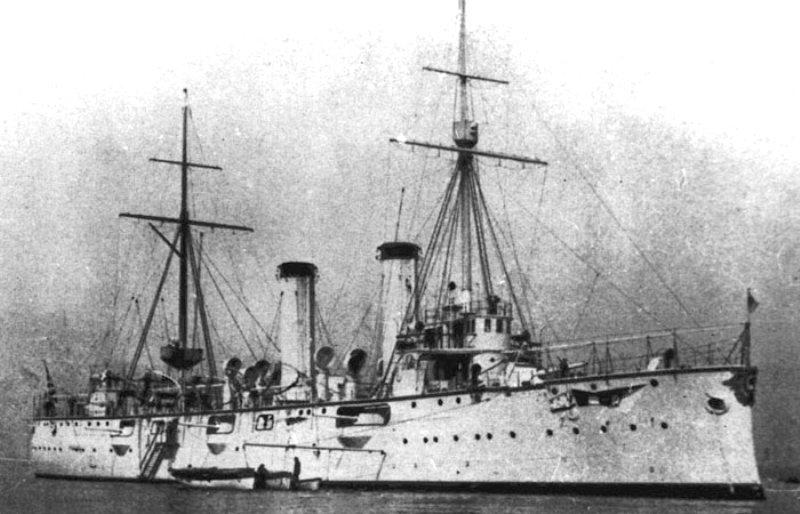
Die Namensvorgängerin.

Die Akashi ist nach dem Geschützten Kreuzer gleichen Namens – welcher von 1897 bis 1928 in Dienst stand – das zweite Kriegsschiff einer japanischen Marine, welches diesen Namen trägt. Benannt wurde sie nach der Akashi-Meerenge zwischen den Inseln Honshū und Awaji-shima.

## Technische Beschreibung

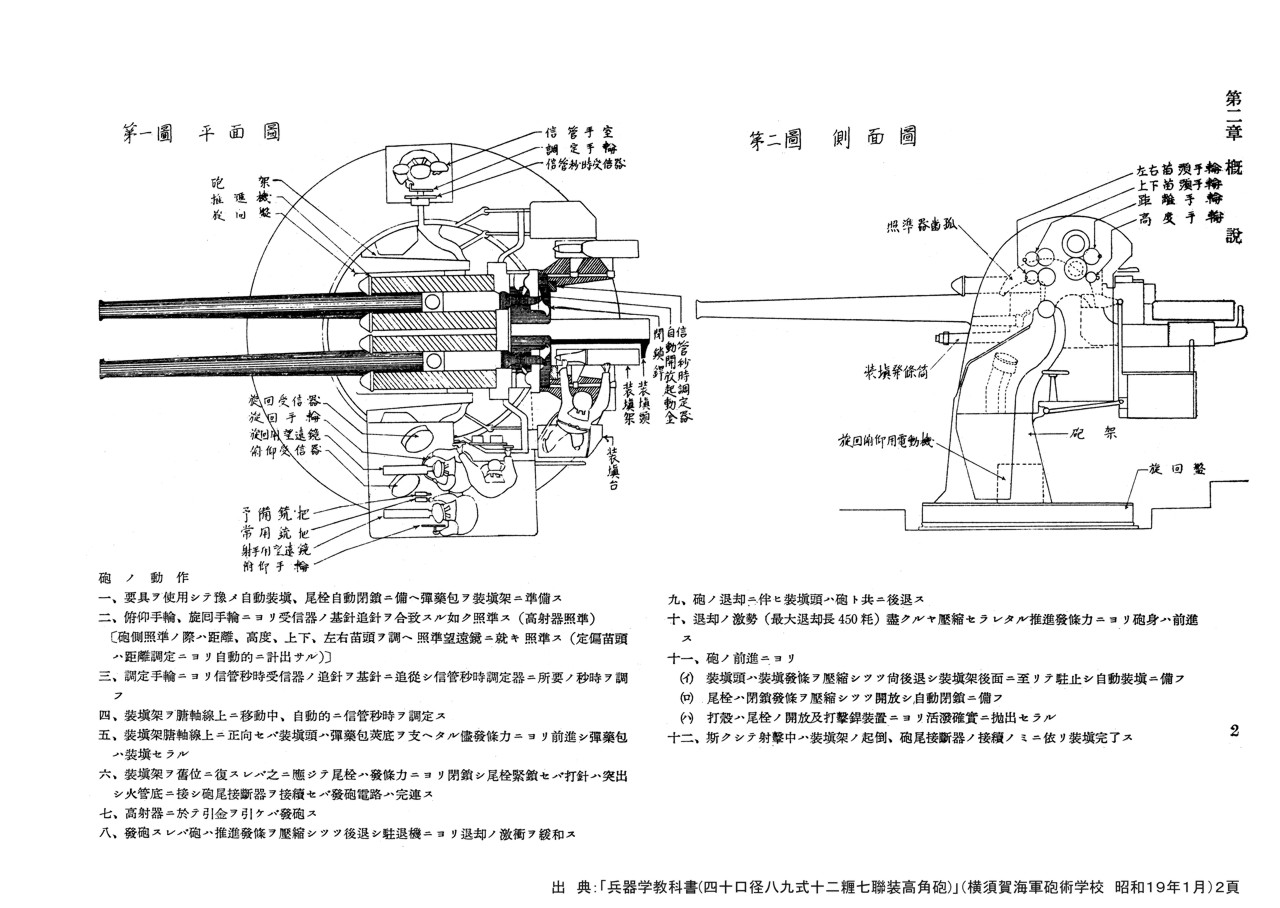
Zeichnung der Draufsicht und der Seitenansicht einer Typ-89-Zwillingslafette aus einem japanischen Ausbildungshandbuch von 1944, in der die Positionen der Geschützmannschaft dargestellt sind.

### Rumpf
Der Rumpf der Akashi wurde als Glattdecker ausgeführt und war über alles 158,5 Meter lang, 20,5 Meter breit und hatte bei einer Einsatzverdrängung von 10.668 Tonnen einen Tiefgang von 6,29 Metern.

### Antrieb
Der Antrieb erfolgte durch zwei Dieselmotoren mit denen eine Gesamtleistung von 10.000 PS (7.335 kW) erreicht wurde. Diese gaben ihre Leistung an zwei Wellen mit je einer Schraube ab. Die Höchstgeschwindigkeit betrug 19,2 Knoten (36 km/h) und die maximale Fahrstrecke 8.000 Seemeilen (14.000 km) bei 14 Knoten.

### Bewaffnung
Die flugabwehrfähige Bewaffnung bestand aus vier 12,7-cm-Geschützen mit Kaliberlänge 40 des Typ 89 in Doppellafette und vier 2,5-cm-Maschinenkanonen Typ 96 ebenfalls in Doppellafette.
Die 12,7-cm-Geschütze – aufgestellt in Schiffsmittellinie, je zwei vor dem Brückenaufbau und hinter dem achteren Deckshaus – erreichten eine Kadenz von rund 8 Schuss pro Minute und die maximale Reichweite betrug etwa 9,4 Kilometer bei 75° Rohrerhöhung. Die 24,5 Tonnen schweren Doppellafetten waren um 360° drehbar und hatten einen Höhenrichtbereich von −7° bis +75°.
Die 2,5-cm-Maschinenkanonen – je eine Doppellafette beiderseits des Brückenaufbaus auf Höhe des vorderen Mastes – verschossen im Einsatz rund 110 bis 120 Schuss pro Minute, die effektive Reichweite lag bei etwa 3 Kilometern bei 85° Rohrerhöhung. Die 1,1 Tonnen schwere Doppellafette war um 360° drehbar und hatte einen Höhenrichtbereich von −10° bis +85°.
Bedingt durch die starken alliierten Luftstreitkräfte während des Pazifikkrieges kam es zu einer Verstärkung der 2,5-cm-Geschütze, welche bei Untergang aus 12 Maschinenkanonen bestand.

### Hebezeuge
Zum Verladen von Ersatzteilen, Nachschub und sonstigen Dingen waren verschiedene Hebezeuge vorhanden, welche über das Schiff verteilt waren. Dies waren an Oberdeck ein 10-Tonnen-Derrickkran, welcher am vorderen Mast installiert war und durch je einen 5-Tonnen-Ladebaum flankiert wurde. Einen weiteren 10-Tonnen-Derrick am achteren Mast für den Einsatz der mitgeführten Beiboote und einen 23-Tonnen-Derrick mittschiffs an Steuerbord. In den Werkstätten waren des Weiteren ein 3- und 5-Tonnen-Brückenkran und zwei 3-Tonnen Auslegekräne installiert.

### Sonstiges
Das Schiff verfügte über einen Werkzeugbereich, eine elektrische Reparaturwerkstatt und eine mit 114 verschiedenen Werkzeugmaschinen ausgestattete Maschinenwerkstatt. An Bord war auch eine Montagewerkstatt und Einrichtungen zum Gießen, Schmieden und Schweißen von Metall und Maschinen zur Kupfer- und Holzbearbeitung.

## Besatzung
Die Besatzung hatte eine Stärke von 650 Offizieren, Unteroffizieren und Mannschaften. Üblicherweise befehligte ein Stabsoffizier im Rang eines Kaigun-taisa (Kapitäns zur See) das Schiff.

### Liste der Kommandanten
| Nr. | Name                                | Beginn der Amtszeit | Ende der Amtszeit  | Bemerkungen                                        |
| --- | ----------------------------------- | ------------------- | ------------------ | -------------------------------------------------- |
| 1.  | Kapitän zur See Miyazato Shutoku    | 10. März 1940       | 14. Juli 1940      | seit 1. November 1939 mit der Baubelehrung betraut |
| 2.  | Kapitän zur See Unbekannte Person   | 14. Juli 1940       | 25. September 1941 |                                                    |
| 3.  | Kapitän zur See Fukuzawa Tsunekichi | 25. September 1941  | 12. September 1942 |                                                    |
| 4.  | Kapitän zur See Eguchi Matsuro      | 12. September 1942  | 21. Oktober 1943   |                                                    |
| 5.  | Kapitän zur See Kameyama Minegoro   | 21. Oktober 1943    | 30. März 1944      |                                                    |